# Xenophysa agnostica
Xenophysa agnostica là một loài bướm đêm trong họ Noctuidae.